# Kanton Ouzom, Gave et Rives du Neez
 Ouzom, Gave et Rives du Neez  is een kanton van het Franse departement Pyrénées-Atlantiques. Het kanton maakt deel uit van het arrondissement  Pau.  

 Het telt 21.962 inwoners in 2018.

Het kanton  werd gevormd ingevolge het decreet van 25  februari 2014 met uitwerking op 22 maart 2015 met Nay als hoofdplaats.

## Gemeenten
Het kanton Ouzom, Gave et Rives du Neez omvat volgende 18 gemeenten : 
- Aressy
- Arros-de-Nay
- Arthez-d'Asson
- Assat
- Asson
- Baliros
- Bosdarros
- Bourdettes
- Bruges-Capbis-Mifaget
- Gan
- Haut-de-Bosdarros
- Meillon
- Narcastet
- Nay
- Pardies-Piétat
- Rontignon
- Saint-Abit
- Uzos